# رواية خلاد عن حمزة
خلاد عن حمزة أحد روايات القرآن الكريم رواها أبو عيسى خلاد بن خالد الشيباني الصيرفي الكوفي (129 هـ - 220 هـ) , عن أبو عمارة حمزة بن حبيب بن عمارة بن إسماعيل الكوفي التميمي (80 هـ - 156 هـ) .

## حمزة بن حبيب الزيات
هو أبو عمار ة حمزة بن حبيب بن عمارة بن إسماعيل الكوفي التميمي، المعروف بحمزة الكوفي، ولد سنة 80 هـ وأدرك عدد من الصحابة كبار السن، وهو أحد الأئمة السبعة أصحاب القراءات، ويعرف بالزيات لأنه كان يجلب الزيت من العراق إلى حلوان ويجلب الجبن والجوز منها إلى الكوفة , كان حمزة إمام الناس في القراءة بالكوفة بعد عاصم والأعمش، وكان ثقة حجة قيما بكتاب الله بصيرا بالفرائض عارفا بالعربية حافظا للحديث، قال له أبو حنيفة النعمان يوما: شيئان غلبتنا فيهما لا ننازعك في واحدٍ منها القرآن والفرائض، وكان شيخه الأعمش إذا رآه مقبلا يقول: هذا حبر القرآن ورآه يوما مقبلا فقال وبشر المحسنين، وقال سفيان الثوري : ما قرأ حمزة حرفا من كتاب الله إلا بأثر، وقال يحيى بن معين : سمعت محمد بن فضيل يقول ما أحسب أن الله تعالى يدفع البلاء عن أهل الكوفة إلا بحمزة، وقال جرير بن عبد الحميد مرّ بي حمزة الزيات في يوم شديد الحر فعرضت عليه الماء ليشرب فأبى لأني كنت أقرأ عليه القرآن.
قرأ على أبي محمد سليمان بن مهران الأعمش وعلى أبي حمزة حمران بن أعين وعلى أبي إسحاق عمرو بن عبد الله السبيعي وعلى محمد بن عبد الرحمن بن أبي ليلى وعلى طلحة بن مصرف وعلى أبي عبد الله جعفر الصادق بن محمد الباقر بن زين العابدين علي بن الحسين بن علي بن أبي طالب، وقرأ الأعمش وطلحة على يحيى بن وثاب الأسدي، وقرأ يحيى على أبي شبل وعلقمة بن قيس وعلى ابن أخيه الأسود بن يزيد وعلى زر بن حبيش وعلى زيد بن وهب وعلى عبيدة بن عمرو السلماني وعلى مسروق بن الأجدع، وقرأ حمران على أبي الأسود الدؤلي وعلى محمد الباقر وعلى عبيد بن فضيلة، وقرأ أبو إسحاق على أبي عبد الرحمن السلمي وعلى زر بن حبيش وعلى عاصم بن حمزة، وقرأ عاصم والحارث على علي بن أبي طالب , وقرأ جعفر الصادق على أبيه محمد الباقر ، وقرأ الباقر على أبيه علي بن الحسين ، وقرأ زين العابدين على الحسين بن علي , وقرأ الحسين على أبيه علي بن أبي طالب رضي الله عنهم أجمعين، توفي سنة 156 هـ بحلوان وهي مدينة في آخر سواد العراق عن ست وسبعين سنة.

## خلاد
هو أبو عيسى خلاد بن خالد الشيباني الصيرفي الكوفي، مولده ولد سنة 129 هـ , يعد إمام القراءة وهو ثقة عارف محقق وأستاذ مجود وضابط متقن، روى القراءة عن حسين بن علي الجعفي عن أبي بكر وعن أبي بكر نفسه عن عاصم وعن أبي جعفر بن الحسن الرواسي وأخذ القراءة عرضا عن سليم بن عيسى، روى عنه القراءة عرضا أحمد بن يزيد الحلواني وإبراهيم بن علي القصار وعلي بن حسين الطبري وإبراهيم بن نصر الرازي والقاسم بن يزيد الوزان وهو أكبر أصحابه ومحمد بن فضل ومحمد بن سعيد البزاز ومحمد بن شاذان الجوهري وهو من أضبط أصحابه ومحمد بن عيسى الأصبهاني ومحمد بن الهيثم قاضي مكة وهو من أجل أصحابه، قرأ خلاد على سليم بن عيسى عن حمزة، توفي سنة 220 هـ .

## منهج حمزة في القراءة
لحمزة الحضرمي منهج في القراءة اختلف فيها عن بقيت القراءات العشر، ولقراءات خلاد وخلف عن حمزة الكوفي بعض الاختلافات منها:
- يصل آخر كل سورة بأول تاليها من غير بسملة بينهما.
- يضم الهاء وصلا ووقفا في الألفاظ الثلاثة ( عليهم – إِليهم – لديهم ) .
- يقرأ بالإشباع في المدين المتصل والمنفصل بمقدار ست حركات.
- يقرأ بالسكت على ( أثل وشيء ) ويقرأ من رواية خلف بالسكت على المفصول مثل ( عذاب أليم ) .
- يسكن الهاء في ( يوده إليك ) ( ونصله جهنم ) ( نوته منها ) ( فالقه إِليهم ) .
- يسكن ياءات الإضافة في ( قل لعبادي الذين آمَنوا ) سورة إبراهيم، و ( يا عبادي الذين أسرفوا ) سورة الزمر.
- يغير الهمز عن الوقف سواء كان في وسط الكلمة أم في آخرها نحو ( يؤمنون - ينشئ ) على تفصيل.
- يميل الألفات من ذوات الياء والألفات المرسومة ياء في المصاحف نحو ( الهدى – اشترى - النصارى ) , ويميل الألفات في ( خاب – خافوا – طاب – ضاقت – زاغ – شاء – حاق - زاد ) ويقلل الألفات الواقعة بين راءين ثانيتهما متطرفة مكسورة نحو ( الأبرار - الأَشرار ) .
- يثبت الياء الزائدة في ( أتمدونن بمال ) في سورة النمل ( ربنا وتقبل دعاء ) سورة إبراهيم.
- يدغم في رواية خلف ذال (إذ) في ( الدال ) و( التاء ) ومن رواية خلاد في جميع حروفها ما عدا الجيم، ويدغم من الروايتين دال ( قد ) في جميع حروفها وتاء التأنيث في جميع حروفها، ويدغم لام ( هل ) في الثاء في ( هل ثوب الكفار ) في سورة المطففين، ولام ( بل ) في السين في ( بل سولت لكم ) في سورة يوسف وفي التاء نحو ( بل تأتيهم ) , ويدغم الباء المجزومة في الفاء نحو ( وإِن تعجب فعجب ) من رواية خلاد، ويدغم الذال في التاء في ( عذت – اتخذتم - فنبذتها ) والثاء في التاء في ( أورثتموها ) وفي ( لبثت ) كيف وقعت.

## أنظر أيضًا
- رواية حفص عن عاصم.
- رواية شعبة عن عاصم.
- رواية قالون عن نافع.
- رواية ورش عن نافع.
- رواية قنبل عن ابن كثير.
- رواية البزي عن ابن كثير.
- رواية الدوري عن أبي عمرو.
- رواية السوسي عن أبي عمرو.
- رواية هشام عن أبن عامر.
- رواية ابن ذكوان عن أبن عامر.
- رواية خلف عن حمزة.
- رواية الدوري عن الكسائي.
- رواية أبي الحارث عن الكسائي.
- رواية ابن وردان عن ابي جعفر.
- رواية ابن جماز عن ابي جعفر.
- رواية رويس عن يعقوب.
- رواية روح عن يعقوب.
- رواية اسحاق عن خلف.
- رواية ادريس عن خلف.

القراء السبعة هم:
- عبد الله بن كثير الداري المكي
- عبد الله بن عامر اليحصبي الشامي
- عاصم بن أبي النَّجود الأسدي الكوفي
- أبو عمرو بن العلاء البصري
- حمزة بن حبيب الزيات الكوفي
- نافع بن عبد الرحمن بن أبي نعيم المدني
- أبو الحسن علي بن حمزة الكسائي النحوي الكوفي

تمام القراء العشرة:
- خلف بن هشام
- يعقوب الحضرمي
- أبو جعفر المدني